# Gouvernement Roman I
Roumanie
Dăscălescu II Roman II
Le gouvernement Roman I (Guvernul Petre Roman (1), en roumain) est le gouvernement de la Roumanie entre le 26 décembre 1989 et le 28 juin 1990. Il est formé après la révolution de décembre 1989.

## Composition
| Fonction | Titulaire | Titulaire                                                          | Parti |
| --- | --------- | ------------------------------------------------------------------ | ----- |
| Premier ministre |           | Petre Roman                                                        | FSN   |
| Vice-Premier ministre |           | Gelu Voican Voiculescu                                             | FSN   |
| Vice-Premier ministre |           | Anton Vătășescu (à partir du 28/03/1990)                           | FSN   |
| Vice-Premier ministre |           | Mihai Drăgănescu (jusqu'au 31/05/1990)                             | FSN   |
| Vice-Premier ministre |           | Ion Aurel Stoica (à partir du 28/03/1990)                          | FSN   |
| Ministre d'État |           | Petru Pepelea                                                      | FSN   |
| Ministre d'État |           | Mihail Victor Buracu                                               | FSN   |
| Ministre d'État |           | Costică Bădescu                                                    | FSN   |
| Ministre d'État |           | Ovidiu Adrian Moțiu                                                | FSN   |
| Ministres |           |                                                                    |       |
| Ministre de la Justice |           | Teofil Pop                                                         | FSN   |
| Ministre de la Défense |           | Niculae Militaru (jusqu'au 16/02/1990) Victor Atanasie Stănculescu | FSN   |
| Ministre de la Culture |           | Andrei Pleșu                                                       | FSN   |
| Ministre de l'Agriculture et de l'Industrie alimentaire                                                                                |           | Nicolae Ștefan                                                     | FSN   |
| Ministre des Affaires étrangères |           | Sergiu Celac                                                       | FSN   |
| Ministre de l'Intérieur |           | Mihai Chițac (jusqu'au 14/06/1990) Doru Viorel Ursu                | FSN   |
| Ministre de l'Éducation |           | Mihai Șora                                                         | FSN   |
| Ministre de l'Environnement |           | Simion Hâncu                                                       | FSN   |
| Ministre des Constructions |           | Alexandru Dimitriu                                                 | FSN   |
| Ministre du Travail |           | Mihnea Marmeliuc                                                   | FSN   |
| Ministre des Transports et des Infrastructures                                                                                         |           | Corneliu Burada                                                    | FSN   |
| Ministre de la Santé |           | Dan Enăchescu                                                      | FSN   |
| Ministre des Postes et Télécommunications                                                                                              |           | Stelian Pintilie                                                   | FSN   |
| Ministre de l'Économie nationale |           | Victor Atanasie Stănculescu (jusqu'au 16/02/1990)                  | FSN   |
| Ministre de l'Énergie électrique |           | Adrian Georgescu                                                   | FSN   |
| Ministre de l'Industrie chimique et pétrochimique                                                                                      |           | Gheorghe Caranfil                                                  | FSN   |
| Ministre de l'Électrotechnique, de l'Électronique et de l'Informatique                                                                 |           | Anton Vătășescu (jusqu'au 28/03/1990)                              | FSN   |
| Ministre de l'Industrie pétrolière |           | Victor Murea                                                       | FSN   |
| Ministre de l'Industrie métallurgique                                                                                                  |           | Ioan Cheșa                                                         | FSN   |
| Ministre de l'Industrie légère |           | Constantin Popescu                                                 | FSN   |
| Ministre de l'Industrie automobile |           | Ioan Aurel Stoica (jusqu'au 28/03/1990)                            | FSN   |
| Ministre de la Géologie |           | Ioan Folea                                                         | FSN   |
| Ministre des Mines |           | Nicolae Dicu                                                       | FSN   |
| Ministre de l'Industrie du bois |           | Ion Râmbu                                                          | FSN   |
| Ministre de Commerce extérieur |           | Nicolae M. Nicolae                                                 | FSN   |
| Ministre du Tourisme |           | Mihai Lupoi (jusqu'au 07/02/1990)                                  | FSN   |
| Ministre des Affaires religieuses |           | Nicolae Stoicescu                                                  | FSN   |
| Ministre des Sports |           | Mircea Angelescu                                                   | FSN   |
| Ministres secrétaires d'État |           |                                                                    |       |
| Ministre secrétaire d'État au ministère des affaires étrangères                                                                        |           | Corneliu Bogdan (jusqu'au 1er janvier 1990)                        | FSN   |
| Ministre secrétaire d'État, président de la Commission nationale pour la Statistique                                                   |           | Petru Pepelea (jusqu'au 16/02/1990) Victor Atanasie Stănculescu    | FSN   |
| Ministre secrétaire d'État, président de la Commission nationale pour les Standards, la Métrologie et la Qualité                       |           | Nicolae-George Drăgulănescu (du 1er février 1990 au 28 juin 1990)  | FSN   |
| Ministre secrétaire d'État, président de la Commission nationale pour la Protection du travail                                         |           | Virgil Iga (du 5 au 31 janvier 1990) Dan Andreescu                 | FSN   |
| Ministre secrétaire d'État, chef du Département de l'Industrie alimentaire au Ministère de l'Agriculture et de l'Industrie alimentaire |           | Vintilă Rotaru (à partir du 14 janvier 1990)                       | FSN   |
| Ministre secrétaire d'État, chef du Département de l'Agriculture d'État au Ministère de l'Agriculture et de l'Industrie alimentaire    |           | Dimitrie Anghelina (à partir du 22 janvier 1990)                   | FSN   |
| Ministre secrétaire d'État au Ministère de l'Agriculture et de l'Industrie alimentaire                                                 |           | Victor Surdu (à partir du 22 janvier 1990)                         | FSN   |
| Ministre secrétaire d'État, président de l'Office pour l'administration locale                                                         |           | Costică Bădescu (à partir du 7 février 1990)                       | FSN   |
| Ministre secrétaire d'État |           | Ovidiu Adrian Moțiu (à partir du 8 février 1990)                   | FSN   |
| Ministre secrétaire d'État, chef du Département de l'Industrie ferreuse                                                                |           | Ladislau Frumosu (à partir du 22 mars 1990)                        | FSN   |
| Secrétaires d'État |           |                                                                    |       |
| Chef du secrétariat général du gouvernement                                                                                            |           | Sever Georgescu (à partir du 22 février 1990)                      | FSN   |
| Adjoint au chef du secrétariat général du gouvernement                                                                                 |           | Ion Columbeanu (à partir du 22 février 1990)                       | FSN   |
| Adjoint au chef du secrétariat général du gouvernement                                                                                 |           | Panait Lefter (à partir du 22 février 1990)                        | FSN   |
| Premier adjoint au ministre de la Défense nationale, chef du Grand état major                                                          |           | Vasile Ionel                                                       | FSN   |
| Secrétaire d'État au Ministère de la Culture                                                                                           |           | Andor Horváth (à partir du 12 janvier 1990)                        | FSN   |
| Secrétaire d'État au Ministère de la Culture                                                                                           |           | Coriolan Babeți (à partir du 12 janvier 1990)                      | FSN   |